# أبوت لو موفات
أبوت لو موفات هو سياسي أمريكي، ولد في 12 مايو 1901 في Upper East Side ‏ في الولايات المتحدة، وتوفي في 17 أبريل 1996 في هايتستاون في الولايات المتحدة بسبب سرطان. نشط حزبياً في الحزب الجمهوري. وقد انتخب عضو جمعية ولاية نيويورك ‏.